# Stoner (romanzo)
Stoner è un romanzo del 1965 dello scrittore statunitense John Edward Williams.

## Storia editoriale
Al suo apparire nel 1965, il romanzo non riscosse successo, vendendo appena duemila copie, e finendo fuori commercio l'anno successivo. Ripubblicato in edizione economica nel 1972, ripreso dalla University of Arkansas Press nel 1998, di nuovo in economica dalla casa editrice statunitense Vintage Classics nel 2003, Stoner fu pubblicato dalla New York Review Books Classics nel 2006. 
Nel 2011, la romanziera francese Anna Gavalda tradusse in Francia Stoner, che divenne un bestseller. L'improvvisa riscoperta di un libro dimenticato, quattro decenni dopo la sua prima apparizione, finì per attrarre l'attenzione di altri editori, dall'Olanda a Israele. Dappertutto si ebbe un vasto successo di vendite, fioccavano nuove recensioni favorevoli, grazie al passaparola e ai social network.
In Italia fu pubblicato da Fazi Editore nel febbraio 2012. Nel settembre 2020, la stessa traduzione di Stefano Tummolini viene riproposta da Mondadori, nuovo editore italiano delle opere di John Williams.

## Trama
William Stoner nasce in una fattoria nel 1891. La sua è una famiglia povera della campagna del Missouri ed inizia a lavorare nel terreno del padre. Nel 1910, all'età di diciannove anni, accede all'Università del Missouri e si iscrive alla facoltà di agraria. Durante il corso di Letteratura Inglese, obbligatorio nel suo curriculum durante il secondo anno, il professore legge il sonetto n.73 di Shakespeare e Stoner ne resta affascinato: gli si schiude un nuovo mondo che lo porta ad appassionarsi alla Letteratura. Senza dirlo ai suoi genitori, Stoner abbandona il corso di Agraria per iscriversi alla facoltà di studi umanistici. Il professore Archer Sloane gli consiglia di indirizzare i suoi studi verso l'insegnamento. Quando i suoi genitori si presentano alla cerimonia di laurea, Stoner li informa che non tornerà alla fattoria di famiglia. Dopo aver completato il master, diventa insegnante alla sua stessa Università.
Successivamente si sposa con Edith, dalla quale ha la figlia Grace, ma il loro matrimonio diventa infelice e contrastato; dopo vari anni si innamora di Katherine Driscoll, una giovane studiosa conosciuta in un corso, ma la loro relazione, che inizialmente i due riescono a mantenere nascosta, viene scoperta e scatena uno scandalo all'interno dell'Università. Stoner è perciò costretto a lasciare la compagna. La carriera universitaria prosegue senza successi né promozioni, ostacolata per venticinque anni dal suo capo di dipartimento. Stoner muore nel 1956, all'età di sessantacinque anni.

## Critica
È stato apprezzato da pubblico, critica e scrittori, raccogliendo pareri favorevoli. Lo scrittore inglese Ian McEwan ha detto: "Appena lo inizi a leggere senti di essere in ottime mani. Ha una prosa molto lineare. La trama, se ci si limita a elencare i suoi elementi, può suonare molto noiosa e un po' troppo triste. Ma di fatto è una vita minima da cui John Williams ha tratto un romanzo davvero molto bello. Ed è la più straordinaria scoperta per noi fortunati lettori". L'autore italiano Massimo Piccolo ha scritto di Williams "Per rendere credibile un personaggio che sopporta qualsiasi angheria domestica (fino alla perdita della figlia prima e dell’amante poi), ma si rifiuta, rovinandosi la vita, di promuovere uno studente non meritevole, gli dei della scrittura devono volerti davvero bene".

## Curiosità
Nella diciassettesima puntata della sesta stagione di Dr. House (Isolamento), Gregory House rimane in compagnia di un paziente morente sotto morfina che ricorda molto il personaggio di Stoner. Gli racconta infatti di essere un classicista e di aver insegnato alla Princeton University per venticinque anni, di aver avuto una relazione con una sua studentessa e di avere una figlia di nome Grace con la quale vorrebbe parlare prima di morire, senza poi riuscirci.

## Edizioni
- (EN) John Williams, Stoner, 1ª ed., New York, The Viking Press, 1965,  pp. 278.
- John Williams, Stoner, traduzione di Stefano Tummolini, Postfazione di Peter Cameron, Collana Le Strade, Roma, Fazi Editore, 2012,  p. 322, ISBN 978-88-6411-236-7.
- John Williams,  Opere, Collana I meridiani,  Milano, Mondadori, 2024, p.1458, ISBN 9788804760320
- John Williams, Stoner, traduzione di Stefano Tummolini, con la raccolta di poesie "La necessaria menzogna", Collana Scrittori italiani e stranieri, Milano, Mondadori, 2020, ISBN 978-88-047-2223-6.